# Edmund Angerer

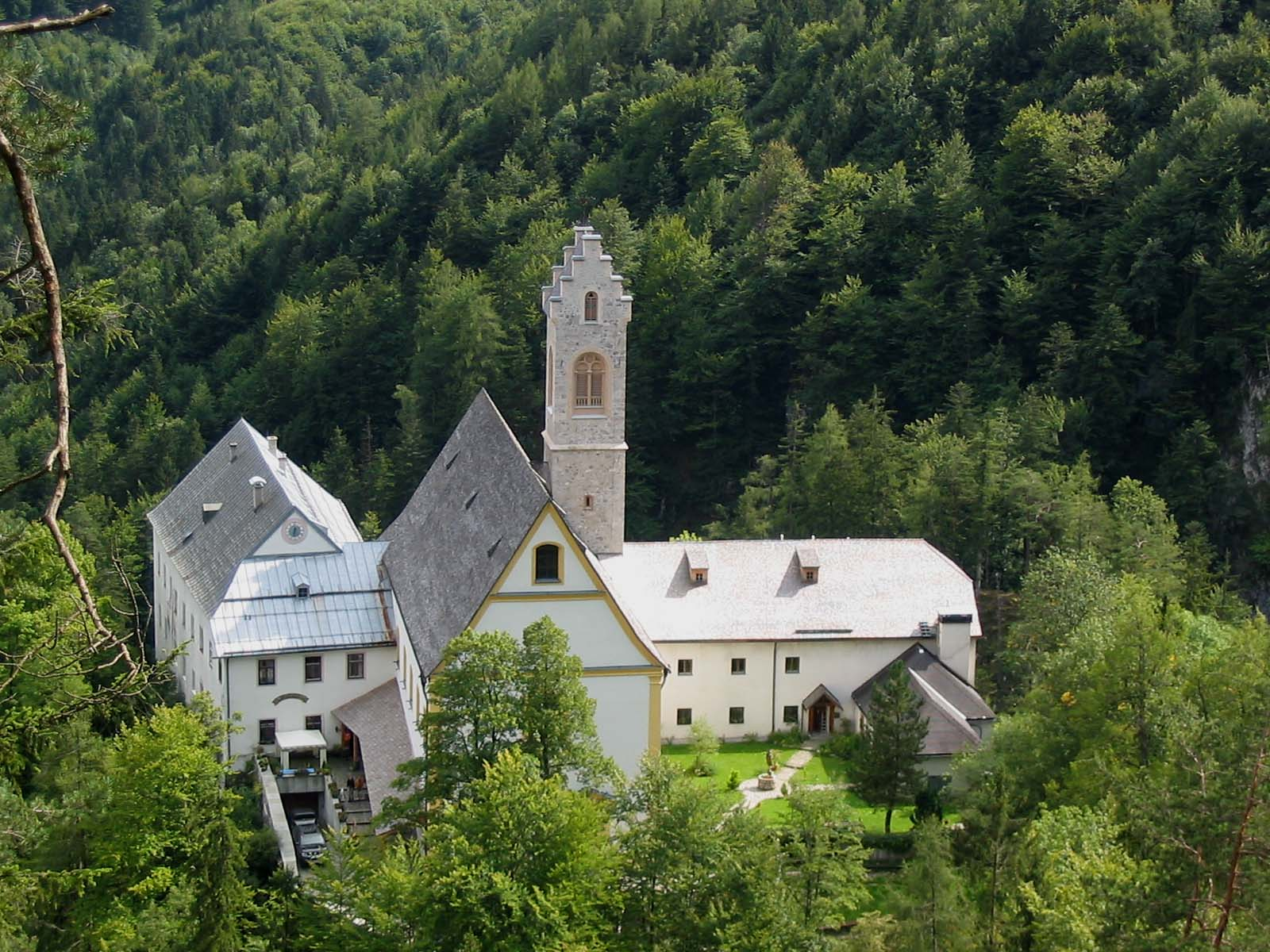
Monasterio de benedictino de Fiecht, donde Angerer profesó, fue maestro de coro, organista y profesor de música, y murió.

Edmund Angerer (St. Johann in Tirol, 24 de mayo de 1740 - Abadía de St. Georgenberg, Vomp, 7 de agosto de 1794) fue un monje benedictino austriaco y compositor, autor de música sacra y orquestal. Según algunos musicólogos, es el autor de la llamada Sinfonía de los juguetes, aunque otros lo ponen en duda.
Edmund Angerer nació en 1740. Fue hijo de Stephan Angerer, profesor y director del coro de la iglesia de San Juan en el Tirol. Recibió las primeras clases de música de su padre y después formó parte de la escolanía de un monasterio femenino de la ciudad de Hall in Tirol. En 1758 ingresó en el monasterio benedictino de Fiecht, donde fue maestro de coro, organista y profesor de música.

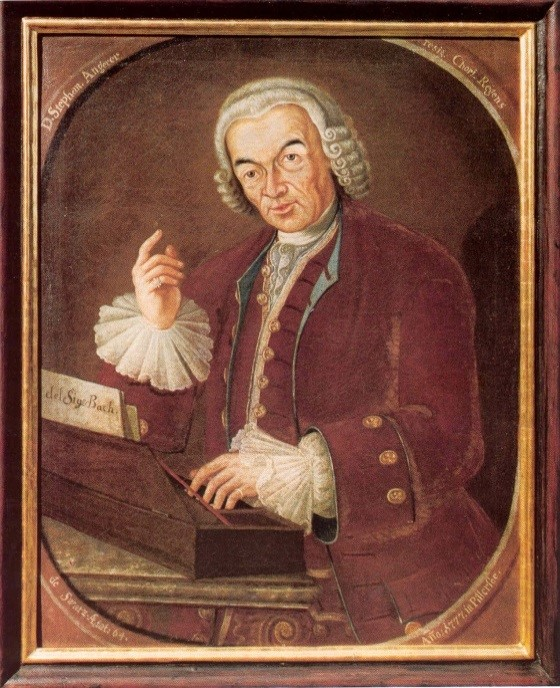
Retrato de Stephan Angerer, padre de Edmund Angerer (de quien no queda ninguna imagen).

Tuvo gran reputación como compositor. Escribió fundamentalmente música sacra, y también operetas, singspiele y obras orquestales. Se le atribuyó la Sinfonía de los juguetes (también conocida como Berchtoldsgaden Musick o Sinphonia Berchtolgadensis), obra también atribuida a otros autores contemporáneos, como Leopold Mozart o Joseph Haydn. Los musicólogos Robert Illing y Hildegard Herrmann-Schneider consideran que, con los datos actuales, no se puede tener certeza de quién fue el compositor, por lo que debe de seguir considerándose de autoría desconocida.